# Can Cabanyes
|  | Aquest article tracta sobre una masia de Badalona. Si cerqueu una casa de Vilanova i la Geltrú, vegeu «Casa del Poeta Cabanyes». |

Can Cabanyes és una masia situada a la Rambla de Sant Joan, 59-77 del barri de Nova Lloreda de Badalona, catalogada com a bé cultural d'interès local.

## Història
El 1575, Eleonor Rovira, vídua de l'anterior propietari Pere Soley, es va casar amb Salvador Cabanyes d'Argentona, en un matrimoni doble en què també es casava la seva filla i pubilla (Jerònima Soley) amb Jaume Cabanyes, segons condicions estipulades al testament per a poder heretar la casa i propietats.
El 1636, el propietari Francesc Cabanyes va encarregar unes reformes al mestre de cases Joan Clot. La masia va ser reformada al segle xviii i novament al segle xix, que li donà l'aspecte actual.
Actualment és propietat de l'Ajuntament, i s'utilitza com a centre cívic i seu del Districte 2. A més, cada any anualment s'hi celebra la Festa Indiana, on s'acostuma a servir tripes i a realitzar activitats culturals amb diverses entitats dels barris del districte.

## Descripció
De façana neoclàssica, l'edifici compta amb planta baixa, un pis i golfes. A cada costat hi ha sengles galeries amb columnes toscanes sobre base de carreus, amb balustrades i acabament en frontó. A la teulada presenta una torre central. El jardí, desfigurat per la construcció de l'autopista C-31, compta amb palmeres i també un curiós safareig circular. Tot el conjunt de la finca ofereix un aspecte colonial.

### Capella del Sant Crist
A l'entrada de la finca hi ha una capella dedicada al Sant Crist, que ja existia en el darrer quart del segle xviii, segons els plànols conservats de l'antiga masia de can Peixau. La llegenda diu que la imatge arribà en aquest punt per una rierada des del monestir de Sant Jeroni de la Murtra.